# 篠井英介
篠井 英介（ささい えいすけ、1958年〈昭和33年〉12月15日 - ）は、日本の俳優。身長173cm、体重63kg。現代演劇の女形として有名。吉住モータース所属。石川県金沢市出身。

## 来歴・人物
金沢市上堤町に生まれ、5歳まで住んでいた。同町には曽祖父が富山県南砺市（旧城端町）から移り住んで居を構えていた。5歳から美空ひばりに憧れて日本舞踊を学ぶ。小学校では放送部に所属し、音楽の起源を題材にしたラジオドラマを作ったりしていた。また、小学校の鑑賞会で『サウンド・オブ・ミュージック』を観て俳優を志す。中学校卒業後石川県立金沢向陽高等学校に入学。中・高では演劇部に在籍した。高校生の時に金沢の劇場で見た杉村春子の舞台『欲望という名の電車』に深い感銘を受け、密かに"女優"になることを目指す。
日本大学藝術学部演劇学科に入学。大学在学中に銅鑼魔館という演劇集団に籍を置き、いとうせいこうと黒衣をした。元々は歌舞伎役者を志望したが断念し、加納幸和事務所に所属。1987年には加納、木原実らと「ネオかぶき」劇団花組芝居を旗揚げし、女形として活躍した。1990年に退団。その後は『欲望という名の電車』（主演・ブランチ役）や、『サド侯爵夫人』（主演・ルネ役）など数多くの舞台に出演し、現代演劇の女形として活躍している。また、深沢敦、大谷亮介と演劇ユニット『3軒茶屋婦人会』を結成し、2003年以降、数年に一本のペースで公演を行っている。
当初は中性的な役を演じていたが、悪役・公家役などにも起用されるようになった。また、三谷幸喜作品に複数回起用されたことで顔が知られるようになる。バラエティ番組にもよく出演しており、『脳内エステ IQサプリ』（深夜時代）では司会をしていた。現在はラジオ番組『ラジオあさいちばん 篠井英介のシアターへの招待』に出演している。
特技は日本舞踊で、宗家藤間流師範・藤間勘智英の名を持つ。
1992年、第29回ゴールデンアロー賞演劇新人賞を受賞。
2012年10月23日に石川県観光特使に、2014年には同観光大使に任命された。
2021年8月30日、Me&Herコーポレーションより吉住モータースに移籍。
2023年12月15日、第58回紀伊國屋演劇賞 個人賞を受賞した。

## 出演

### テレビドラマ
- 宮本武蔵（1984 - 1985年、NHK） - 弥五郎 役
- 大河ドラマ（NHK）
  - 翔ぶが如く（1990年） - 橋本左内 役
  - 炎立つ（1993年） - 源経成 役
  - 元禄繚乱（1999年） - 隆光 役
  - 功名が辻（2006年） - 井伊直政 役
  - 八重の桜（2013年） - 三条実美 役
- 世にも奇妙な物語（フジテレビ）
  - 「行列」（1991年）
  - 「完全治療法」（1997年） - 森本達夫 役
  - 春の特別篇「記憶リセット」（2000年）
- 土曜ワイド劇場（テレビ朝日）
  - 家政婦は見た!10（1992年） - 鶴次郎 役
  - なんでも屋探偵帳3（1997年） - 右京 役
  - 刑事一徹〜命懸けで捜査に挑む 犯人より心配性な男（2016年） - 相良博人 役
- 愛はどうだ（1992年、TBS）
- 西遊記（1994年、日本テレビ） - 広智坊 役
- 宝引の辰捕者帳（1995年、NHK）
- ザ・シェフ 第6話（1995年、日本テレビ） - 王 役
- リスキー・ゲーム（1996年、TBS） - 篠塚博司 役
- 総理と呼ばないで（1997年、フジテレビ） - 私設世話人 役
- FiVE（1997年、日本テレビ） - 早乙女誠吾 役
- 研修医なな子（1997年、テレビ朝日） - 郡山賢治 役
- きらきらひかる（1998年、フジテレビ） - 辻元秀希 役
- P.A. 第6話（1998年、日本テレビ） - 結城忠久 役
- 奈良へ行くまで 夫が汚職に踏み切る時（1998年、テレビ東京）
- GTO（1998年、フジテレビ） - 藤堂真人 役
- ソムリエ 第9話（1998年、フジテレビ） - 東郷光 役
- 金曜エンタティメント「ド借金夫婦の名推理」（1998年、フジテレビ） - 三枝史郎 役
- 君といた未来のために 〜I'll be back〜（1999年、日本テレビ） - 下村茂（「古時計」のマスター） 役
- 月曜ドラマスペシャル（TBS）
  - 弁護士芸者のお座敷事件簿4（1999年） - 田倉健一 役
  - 占い探偵・舞子・寛斎の開運事件簿1（1999年）
  - 探偵 左文字進1 封印された殺人（1999年） - 三神順一郎 役
- 古畑任三郎スペシャル（1999年、フジテレビ） - 仕立屋 役
- 金曜時代劇「スキッと一心太助」 第21話（1999年、NHK）
- チープラブ 5,8,9話（1999年、TBS）−中国マフィア役
- アナザヘヴン（2000年、テレビ朝日） - 黒川忠夫 役
- 怖い日曜日（2000年、日本テレビ） - ナレーション 役
- トリック エピソード2「まるごと消えた村」（2000年、テレビ朝日） - ミラクル三井（三井作造） 役
- 鉄甲機ミカヅキ（2000年、フジテレビ） - 序夜 役
- HERO 第11話（2001年、フジテレビ） - 城島和生 役
- 月曜ミステリー劇場（TBS）
  - 十津川警部シリーズ22（2001年） - 竹宮吾朗 役
  - 早乙女千春の添乗報告書12（2002年） - 三沢警部 役
  - 名探偵キャサリン11（2002年） - 岡田直樹 役
- お登勢（2001年、NHK） - 佐伯織部 役
- 相棒（テレビ朝日）
  - season1 第9話「人間消失」（2002年12月4日） - 森島つよし 役
  - season16 第10話「サクラ」（2018年1月1日） - 折口洋介 役
- 夜逃げ屋本舗 第1話（2003年、日本テレビ） - 夏目 役
- すいか 第7話（2003年、日本テレビ） - 花柳もえこ（八木田悦郎） 役
- 女と愛とミステリー「優雅な悪事2」（2003年、テレビ東京） - 貝塚刑事 役
- ファンタズマ〜呪いの館〜（2004年、テレビ東京） - 内藤勇志 役
- 富豪刑事 第6話（2005年、テレビ朝日） - 塚越浩一 役
- 女王の教室（2005年、日本テレビ） - 真鍋恭志 役
- 火曜サスペンス劇場「ドクターヘリ 緊急外科医・若月灯子」（2005年8月9日） - 柳田孝三 役
- 金田一少年の事件簿 吸血鬼伝説殺人事件（2005年、日本テレビ） - 比良川透 役
- 特命!刑事どん亀（2006年、TBS） ‐ 立花守 役
- 僕たちの戦争（2006年、TBS） - 片山分隊長 役
- 西遊記（2006年、フジテレビ） - 李玉（りぎょく） 役
- 信長の棺（2006年、テレビ朝日） - 石田三成 役
- 林家三平ものがたり（2006年、テレビ東京） - 5代目蝶花楼馬楽（8代目林家正蔵、後の林家彦六）
- セクシーボイスアンドロボ（2007年、日本テレビ） - 信田コーン 役
- 有閑倶楽部（2007年、日本テレビ） - 白鹿清州 役
- バチカンに眠る織田信長の夢（2007年、TBS） - 近衛前久 役
- スリルな夜（2007年、フジテレビ） - 東正史 役
- スシ王子!（2007年、テレビ朝日） - 朝比奈庄月 役
- 天国と地獄（2007年、テレビ朝日） - 迫田明 役
- 蒼い瞳とニュアージュ（2007年、WOWOW） - 寺瀬修一郎 役
- 鞍馬天狗（2008年、NHK） - 御厨政寅 役
- 連続テレビ小説（NHK）
  - 瞳（2008年） - ローズママ 役
  - まれ（2015年） - 蔵本浩一 役
- クラシックミステリー 名曲探偵アマデウス（2008年、NHK） - 隼五郎 役
- ホカベン（2008年、日本テレビ） - 財津正人 役
- 恋のから騒ぎ 〜Love StoriesV〜（2008年、日本テレビ） - 星丘聡美の父 役
- 鹿男あをによし（2008年、フジテレビ） - 溝口昭夫 役
- リアル・クローズ（2008年、フジテレビ） - 福田部長 役
- 絶対彼氏〜完全無欠の恋人ロボット〜（2008 - 2009年、フジテレビ） - 白鷺優貴部長 役
- 気骨の判決（2009年、NHK） - 木島浅雄知事 役
- ザ・クイズショウ（2009年、日本テレビ） - 依田真一 役
- 必殺仕事人2009 第6話「夫殺し」（2009年、テレビ朝日） - 百瀬清水 役
- 科捜研の女 第1話（2009年、テレビ朝日） - 吾孫子隆 役
- アンタッチャブル〜事件記者・鳴海遼子〜 第1話（2009年、テレビ朝日） - 潔成晴天 役
- 偉人の来る部屋 第3話（2009年、TOKIYO MX） - 源頼朝 役
- 不毛地帯（2009 - 2010年、フジテレビ） - 角田保 役
- 柳生武芸帳（2010年、テレビ東京） - 藪左中将祠長 役
- 歴史秘話ヒストリア（2010年、NHK） - 徳川慶勝 役
- 続・遠野物語（2010年、NHK）
- 灰色の虹（2012年、テレビ朝日） - 安藤忠雄 役
- 負けて、勝つ 〜戦後を創った男・吉田茂〜 （2012年、NHK） - 芦田均 役
- ヴァンパイア・ヘヴン（2013年、テレビ東京） - 伯爵 役
- 濃姫II〜戦国の女たち（2013年、テレビ朝日） - 今川義元 役
- 月曜ゴールデン「ホームドクター・神村愛2」（2013年、TBS） - 倉橋洋介 役
- DOCTORS〜最強の名医〜 第2シリーズ 最終話（2013年、テレビ朝日） - 諸星貴一 役
- あさきゆめみし 〜八百屋お七異聞（2013年、NHK） - 甲斐庄正親 役
- ダンダリン 労働基準監督官 第2話（2013年、日本テレビ） - 椎名孝之 役
- 独身貴族（2013年、フジテレビ） - 小林征嗣 役
- 東京バンドワゴン〜下町大家族物語 第6話・最終話（2013年、日本テレビ） - 重松雄太郎 役
- 緊急取調室（2014年、テレビ朝日） - 相馬一成 役
  - 緊急取調室 THIRD SEASON 第1話（2019年）
- たった一度の約束〜時代に封印された日本人〜（2014年、テレビ東京） - 秘書・佐々木 役
- もこみちのMIDNIGHT KITCHEN（2014年、日本テレビ） - 執事 役
- 極悪がんぼ 第10・11話（2014年、フジテレビ） - 白崎憲二 役
- 奇跡の教室（2014年、日本テレビ） - 半田勝也 役
- セーラー服と宇宙人（エイリアン）〜地球に残った最後の11人〜（2014年、日本テレビ） - 森義信 役
- 吉原裏同心 第8回（2014年、NHK） - 香取屋武七 役
- NHKスペシャル（NHK）
  - メルトダウンFile.07 AI徹底分析原発事故全記録（2014年）
  - 私が愛する日本人へ〜ドナルド・キーン 文豪との70年〜（2015年）ドラマ部分 - 川端康成 役
- 食の軍師（2015年、TOKYO MX） - 諸葛亮孔明・バーのママ 役
- 天使と悪魔-未解決事件匿名交渉課- 第4話（2015年、テレビ朝日） - 桐島悟 役
- 最強のふたり〜京都府警 特別捜査班〜 第7話（2015年、テレビ朝日） - 斎藤良助 役
- 下町ロケット（2015年、TBS） - 滝川信二 役
- フラジャイル 第6話（2016年、フジテレビ） - 奈良井巧 役
- ドクター調査班〜医療事故の闇を暴け〜 第4話（2016年、テレビ東京） - 本田槙夫 役
- 遺産相続弁護士 柿崎真一 第2話（2016年、日本テレビ） - 遺山政次郎 役
- 月曜名作劇場「あんみつ検事の捜査ファイル1」（2016年、TBS） - 青柳宗介 役
- 神の舌を持つ男 第7・8話（2016年、TBS） - 樋口啓二 役
- IQ246〜華麗なる事件簿〜（2016年10月 - 12月、TBS） - 棚田文六 役
- 北海道警事件ファイル 警部補 五条聖子5（2017年、テレビ東京・BSジャパン） - 成島亮二 役
- 貴族探偵 第5・6話（2017年、フジテレビ） - 愛知川真司 役
- 無用庵隠居修行1（2017年、BS朝日） - 柴田美濃守 役
- 越路吹雪物語（2018年、テレビ朝日） - 近江丈一郎 役
- 日曜ワイド「管理官 明石美和子 十四番目に来た女」（2018年、テレビ朝日） - 梶原誠二 役
- 99.9-刑事専門弁護士- SEASON II 第8話（2018年、TBS） - 氷室兼次 役
- 鳴門秘帖（2018年、NHK BSプレミアム） - 竹内敬持 役
- 警視庁・捜査一課長 第8話（2018年、テレビ朝日） - 小形伸造 役
- 昭和元禄落語心中[7]（2018年10月12日 - 12月14日、NHK総合） - 松田運転手 役
- 石川発地域ドラマ「いよっ!弁慶」（2018年10月31日、NHK BSプレミアム） - 中村梅善 役
- トレース〜科捜研の男〜（2019年、フジテレビ） - 江波清志 役
- イノセンス 冤罪弁護士 第3話（2019年、日本テレビ） - 昼神祿 役
- 3年A組-今から皆さんは、人質です- 第8話 - 最終話（2019年、日本テレビ） - 本城諭 役
- サイン-法医学者 柚木貴志の事件- 第4話・第5話（2019年8月8日・8月15日、テレビ朝日） - 小笠原達三 役
- 警視庁ゼロ係〜生活安全課なんでも相談室〜 SEASON4 第7話・第8話 （2019年8月30日・9月6日、テレビ東京） - 加倉井宗一 役
- 日曜プライム「深層捜査3」（2019年9月8日、テレビ朝日） - 南雲隆司 役
- ニッポンノワール-刑事Yの反乱- 第1話 - 第3話（2019年10月13日 - 27日、日本テレビ） - 本城諭 役[8]
- シャーロック 第11話（2019年） - 山下副総監 役
- 知らなくていいコト 第3話（2020年1月22日、日本テレビ） - ミミコ近藤 役
- 異世界居酒屋「のぶ」（2020年、WOWOWプライム） - バッケスホーフ 役
- 刑事7人 SEASON6 第3話（2020年、テレビ朝日） - 釜本久志 役
- 逃亡者 (2020年のテレビドラマ)（2020年、テレビ朝日） - 浅野和志 役
- 明治開化 新十郎探偵帖（2020年12月、NHK BS） - 大久保利通 役
- トッカイ バブルの怪人を追いつめた男たち（2021年、WOWOW） - 周藤涼平 役
- イチケイのカラス（2021年） ‐ 田之上幸三 役
- やんごとなき一族 第7話（2022年6月2日、フジテレビ） - 立花隆 役
- 初恋の悪魔（2022年） - 馬淵大二郎 役
- 孤独のグルメ Season10 第10話（2022年12月10日、テレビ東京） - 主人 役
- クジャクのダンス、誰が見た? 第5話 - （2025年2月21日 - 、TBS） - 久世正勝 役

### 映画
- NIGHT HEAD（1994年） - 三雲玄吾 役
- 四姉妹物語（1995年） - 小日向信彦 役
- 写楽（1995年） - 瀬川富三郎 役
- 黄昏流星群（2002年） - 中野シェフ 役
- 突入せよ! あさま山荘事件（2002年） - 兵頭参事官 役
- ゲロッパ!（2003年） - 美容室のミツ・寿司屋のタツ 役
- ドラッグストア・ガール（2004年） - 小松・兄 役
- キューティーハニー（2004年） - シスター・ジル 役
- シャトー・デ・ローゼス（2004年）
- 殴者 NAGURIMONO（2005年） - 雨舌皮舌 役
- オペレッタ狸御殿（2005年） - 弥助 役
- エコエコアザラク（2006年） - 神父 役
- 陽気なギャングが地球を回す（2006年） - 漆原 役
- ダメジン（2006年） - ササキ 役
- おばちゃんチップス（2006年） - 天地書房主人 役
- クローズド・ノート（2007年） - 瀬川先生 役
- 劇場版 超・仮面ライダー電王&ディケイド NEOジェネレーションズ 鬼ヶ島の戦艦（2009年） - クチヒコ 役
- 書の道（2009年） - 哲ちゃん 役
- 逆転裁判（2012年） - 生倉雪夫 役
- 悪の教典（2012年） - 酒井宏樹 役
- リトル・マエストラ（2013年） - 大野岩雄 役
- 清須会議（2013年） - 織田信長 役
- GOGO♂イケメン5（2013年） - 彩音銀河 役
- 探偵はBARにいる2 ススキノ大交差点（2013年） - フローラ 役
- 幕末高校生（2014年） - 徳川慶喜 役
- 戦極 BLOODY AGENT（2014年） - カトウ
- 相棒 -劇場版IV- 首都クライシス 人質は50万人! 特命係 最後の決断（2017年） ‐ 折口洋介 役
- 探偵はBARにいる3（2017年） - フローラ 役
- マスカレード・ホテル（2019年） ‐ 尾崎管理官 役
- Fukushima 50（2020年） ‐ 小野寺秀樹 役
- マスカレード・ナイト(2021年) -　尾崎新次郎　捜査一課　管理官役
- HOMESTAY（2022年）[9]
- バカ塗りの娘（2023年9月1日）
- ゴジラ-1.0（2023年11月3日） - 声の出演
- 愛のこむらがえり（2023年） - ハロルド道永 役[10]
- レディ加賀 （2024年） - 村岡一郎 役[11]
- あるいは、ユートピア（2024年）[12]
- おーい、応為（2025年公開予定） - 元吉 役[13]

### 舞台
- 花組芝居 桜姫曙草紙（1988年/SPACE PART3）
- 帝国エイズの逆襲（1988年/SPACE PART3）
- かぶき座の怪人（1989年/SPACE PART3）
- イッヒビンヴァイル（1989年/SPACE PART3）
- 浜辺のもてない女達（1991年/SPACE PART3）
- 夏の夜の夢（1992年/シアターコクーン）
- サロメ（1992年/SPACE PART3）
- SWEET HOME（1994年/SPACE PART3）
- LOVE LETTERS（1994年/パルコ劇場）
- ジェフリー（1995年/パルコ劇場）
- TABOO（1996年/シアターコクーン） - 世阿弥陀
- 毛皮のマリー（1998年） - 主演
- Happy Days（2000年/本多劇場） - 主演
- なよたけ（2000年/新国立劇場）
- キレイ〜神様と待ち合わせした女〜（2000年/シアターコクーン）
- MILLENNIUM SHOCK（2000年/帝国劇場）
- 兵士の物語（2001年、2010年/パルコ劇場他） - 主演
- 欲望という名の電車（2001年、2003年、2007年/青山円形劇場他） - 主演・ブランチ
- 子供騙し（2002年、2005年、2011年/本多劇場他）
- 青ひげ公の城（2003年/東京芸術劇場）
- ヴァニティーズ（2003年/本多劇場他）
- Hamlet（2003年/世田谷パブリックシアター） - ガートルード
- BENT（2004年/パルコ劇場）
- トスカ（2005年/草月ホール）
- 女中たち（2006年/本多劇場他）
- トーチソングトリロジー（2006年/パルコ劇場） - 主演・アーノルド
- ウドンゲ（2008年/ベニサン・ピット他）
- サド侯爵夫人（2008年/東京グローブ座） - 主演・ルネ
- サロメ（2009年/東京グローブ座他）
- 博覧會（2010年/パルコ劇場）
- ファントム（2010年/赤坂ACTシアター|梅田芸術劇場） - ゲラール・キャリエール
- バルコン（ジャン・ジュネ作）
- チェーホフ?!〜哀しいテーマに関する滑稽な論考〜（2011年/東京芸術劇場）
- 紅姉妹（2011年/紀伊国屋ホール）
- 天守物語（2011年/新国立劇場） - 主演・富姫
- すうねるところ（2012年/世田谷パブリックシアター）
- ブライダル（2013年/東京芸術劇場シアターイースト）
- 非常の人 何ぞ非常に〜奇譚 平賀源内と杉田玄白〜（2013年/パルコ劇場）
- きりきり舞い（2014年）
- ダブリンの鐘つきカビ人間（2015年/パルコ劇場）
- Vamp Bamboo Burn（2016年/サントミューゼ、赤坂ACTシアター、オーバードホール、フェスティバルホール）
- グローリアス!（2017年/DDD青山クロスシアターほか）
- 朗読×和楽器 天守物語 2023（2023年/Mixalive TOKYO Theater Mixa） - 富姫 [14]
- インヘリタンス-継承-（2024年/東京芸術劇場 プレイハウスほか）[15]
- 天守物語（2024年/東京芸術劇場）[16]
- 庭の見える部屋と四つの物語（2024年/東京文化会館）[17]
- 女中たち（2024年/銕仙会能楽研修所）[18]
- 応天の門（2024年/明治座） - 源融 役[19]
- Bug Parade（2025年/東京グローブ座他）[20]

### ラジオ
- ラジオ深夜便（2009年、NHK第1）
- マイアサラジオ 篠井英介のシアターへの招待（NHK第1）
- 青春アドベンチャー「吸血鬼」明智小五郎（NHK-FM）
- 青春アドベンチャー「黄金仮面」明智小五郎（NHK-FM）
- 青春アドベンチャー「魔術師」明智小五郎（NHK-FM）
- 青春アドベンチャー「黒蜥蜴」明智小五郎（NHK-FM）

### テレビアニメ
- 学校のコワイうわさ 新・花子さんがきた!!（2010年 - 2011年、TwellV） - ナレーション

### ゲーム
- グランディアIII（2005年8月4日） - ゾーン

### オリジナルビデオ
- 女子高生コンクリート詰め殺人事件 -壊れたセブンティーンたち（1995年） - ストーリーテラー

### 教養番組
- 雅の世界・百人一首（2010年、NHK） - 朗読
- 歴史ミステリー 日本の城見聞録（2015年 - 、BS朝日） - 案内人

### バラエティ
- クイズ!バーチャQ（2002年、テレビ朝日） - ミラクル大魔王
- 脳内エステ IQサプリ（フジテレビ） - 司会（深夜時代）
- 禁じられた遊び（2002年 - 2003年、フジテレビ） - セラピスト・望谷女南
- 生中継 ふるさと一番!（2009年 - 、NHK） - 旅人
- 秘密のケンミンSHOW（日本テレビ）

### CM
- エステー化学（現 エステー）
- 資生堂 「HAKU」（ナレーション）
- クオーク
- ロッテ 「シャルロッテ」（唄）
- ネスレ 「クレマトップ」
- スカパー!（2017年）
- ダイハツ工業 MOVE CANBUS theory（ムーヴ キャンバス セオリー）「彼女のいたずら」篇（2025年7月 - ）[21]

## 著書
- 『僕は女方-篠井英介の世界』鈴木勝秀編 メトロポリタン 1998
- 『いい芝居いい役者』三月書房 2012